# Campeonato Baiano 2013
In 2013 werd het 109de Campeonato Baiano gespeeld voor voetbalclubs uit de Braziliaanse staat Bahia. De competitie werd gespeeld van 20 januari tot 19 mei en werd georganiseerd door de FBF. Negen clubs speelden eerst een voorronde, waarvan er zich vijf clubs plaatsen voor het hoofdtoernooi waarvoor drie clubs reeds geplaatst waren. Vitória werd kampioen. 

## Voorronde
| Plaats | Club                   | Wed. | W | G | V | Saldo | Ptn. |
| ------ | ---------------------- | ---- | - | - | - | ----- | ---- |
| 1.     | Vitória da Conquista   | 8    | 5 | 2 | 1 | 16:5  | 17   |
| 2.     | Juazeiro               | 8    | 4 | 2 | 2 | 11:4  | 14   |
| 3.     | Bahia de Feira         | 8    | 3 | 4 | 1 | 10:7  | 13   |
| 4.     | Botafogo               | 8    | 2 | 4 | 2 | 12:10 | 10   |
| 5.     | Juazeirense            | 8    | 2 | 4 | 2 | 8:11  | 10   |
| 6.     | Jacuipense             | 8    | 2 | 3 | 3 | 10:13 | 9    |
| 7.     | Serrano                | 8    | 2 | 3 | 3 | 8:11  | 9    |
| 8.     | Fluminense de Feira    | 8    | 2 | 2 | 4 | 4:9   | 8    |
| 9.     | Atlético de Alagoinhas | 8    | 1 | 2 | 5 | 7:16  | 5    |

|  | Gekwalificeerd voor hoofdtoernooi en Copa do Nordeste 2014 |
|  | Gekwalificeerd voor hoofdtoernooi, Copa do Brasil 2014     |
|  | Gekwalificeerd voor hoofdtoernooi                          |
|  | Degradatie naar de tweede klasse                           |

## Hoofdtoernooi

### Groep A
| Plaats | Club     | Wed. | W | G | V | Saldo | Ptn. |
| ------ | -------- | ---- | - | - | - | ----- | ---- |
| 1.     | Juazeiro | 8    | 3 | 1 | 4 | 6:10  | 10   |
| 2.     | Bahia    | 8    | 1 | 5 | 2 | 8:11  | 8    |
| 3.     | Botafogo | 8    | 1 | 1 | 6 | 4:18  | 4    |
| 4.     | Feirense | 8    | 1 | 0 | 7 | 6:14  | 3    |

|  | Gekwalificeerd voor halve finale |

### Groep B
| Plaats | Club                 | Wed. | W | G | V | Saldo | Ptn. |
| ------ | -------------------- | ---- | - | - | - | ----- | ---- |
| 1.     | Juazeirense          | 8    | 6 | 1 | 1 | 13:3  | 19   |
| 2.     | Vitória              | 8    | 6 | 0 | 2 | 17:7  | 18   |
| 3.     | Bahia de Feira       | 8    | 4 | 3 | 1 | 15:6  | 15   |
| 4.     | Vitória da Conquista | 8    | 3 | 3 | 2 | 8:8   | 12   |

|  | Gekwalificeerd voor halve finale |

## Knock-outfase
|  | Halve finale | Halve finale | Halve finale | Halve finale | Halve finale |   |          | Finale           | Finale           | Finale           | Finale           | Finale           |
|  |              |              |              |              |              |   |          |                  |                  |                  |                  |                  |
|  | Bahia        | Bahia        | 2            | 1            | 3            |   |          |                  |                  |                  |                  |                  |
|  | Juazeiro     | Juazeiro     | 0            | 0            | 0            |   |          |                  |                  |                  |                  |                  |
|  | Juazeiro     | Juazeiro     | 0            | 0            | 0            |   | Bahia    | Bahia            | 3                | 1                | 4                |                  |
|  |              |              |              |              |              |   | Bahia    | Bahia            | 3                | 1                | 4                |                  |
|  |              | Vitória      | Vitória      | 7            | 1            | 8 |          |                  |                  |                  |                  |                  |
|  | Vitória      | Vitória      | Vitória      | 7            | 1            | 8 | 4        | 0                | 4                |                  |                  |                  |
|  | Vitória      | Vitória      |              |              |              |   | 4        | 0                | 4                |                  |                  |                  |
|  | Juazeirense  | Juazeirense  | 0            | 2            | 2            |   |          | Bronzen medaille | Bronzen medaille | Bronzen medaille | Bronzen medaille | Bronzen medaille |
|  |              |              |              |              |              |   | Juazeiro | Juazeiro         | 0                | 2                | 2                |                  |
|  |              |              |              |              |              |   |          | Juazeirense      | Juazeirense      | 1                | 1                | 2                |

Details finale
|             |                                                      |       |                                                                               |                                                                                          |
| 12 mei Heen | Bahia                                                | 3 – 7 | Vitória                                                                       | Arena Fonte Nova, Salvador Toeschouwers: 19.395 Scheidsrechter: Marcelo de Lima Henrique |
| 12 mei Heen | Fernandão 40', 47' (pen) Adriano Michael Jackson 89' |       | 2' Gabriel Paulista 13', 46', 58', 90' Dinei 21' Fabrício 65' Maxi Biancucchi | Arena Fonte Nova, Salvador Toeschouwers: 19.395 Scheidsrechter: Marcelo de Lima Henrique |

| Bahia | Vitória |

|              |           |       |               |                                                                            |
| 19 mei Terug | Vitória   | 1 – 1 | Bahia         | Barradão, Salvador Toeschouwers: 32.514 Scheidsrechter: Wilson Luiz Seneme |
| 19 mei Terug | Dinei 19' |       | 65' Fernandão | Barradão, Salvador Toeschouwers: 32.514 Scheidsrechter: Wilson Luiz Seneme |

| Vitória | Bahia |

## Kampioen
| Campeonato Baiano de 2013 |
| ------------------------- |
| Vitória 27º Titel         |